# Hobro IK
Hobro IK ist ein dänischer Fußballverein aus Hobro, Region Nordjylland.

## Geschichte
Der Hobro IK, der bereits 1913 gegründet wurde, konnte die letzten Jahre seine erfolgreichste Zeit im dänischen Fußball schreiben. Während der Verein in der Saison 2009/10 noch in der Drittklassigkeit spielte, konnte er 2014 als 2. der Dänische 1. Division, hinter Silkeborg IF, zum ersten Mal in der Vereinsgeschichte in die erste dänische Liga, die Superligaen, aufsteigen. Ebenfalls konnte der Verein in der Saison 2013/14 im dänischen Fußballpokal für Furore sorgen, als man bis ins Viertelfinale einzog und dort mit 1:3 gegen den FC Nordsjælland ausschied.
Auch die Premierensaison in der Superliga 2014/15 konnte der Aufsteiger erfolgreich gestalten und die Saison ungefährdet auf Platz 7 beenden. Als Tabellenletzter der Spielzeit 2015/16 musste Hobro IK in die 1. Division absteigen, stieg aber direkt wieder auf. Von 2017 bis 2020 spielte der Klub erstklassig.

## Erfolge
- Dänischer Fußballpokal Viertelfinalist 2013/14
- Aufstieg in die Superligaen 2013/14, 2017/18

## Stadion
Der Verein trägt seine Spiele in der DS Arena aus, die Platz für 7.500 Zuschauer bietet. Neben dem Fußballstadion gehören zu dem Sportzentrum zwei Hallenbäder mit Sauna, eine Mehrzweckhalle, ein Schwimmbad, eine Boxhalle, eine Schießanlage, ein Fitnessstudio und mehrere Veranstaltungsräume. Bis 2011 trug die Spielstätte den Namen Hobro Stadion. Der jetzige Sponsorenname geht auf die dänische DS Gruppen zurück.
Der Besucherrekord von 6.583 Zuschauern stammt vom 3. August 2014, als der Hobro IK gegen Brøndby IF antrat. Das Stadion war in der Auswahl für die U-21-Fußball-Europameisterschaft 2011, wurde aber nicht berücksichtigt.

## Spieler
- Emil Berggreen (2014)